# 艾蒂安·吉布
艾蒂安·吉布神父（法語：Étienne Guibourg，1610年？月？日—1686年？月？日），是一位法国的天主教神父，曾秘密参与法国宫廷的投毒事件，还曾与蒙特斯潘侯爵夫人、蒙瓦森夫人私下进行黑弥撒活动。